# الحسيمة (فلم)
ألوثيماس، أو الحسيمة (بالإسبانية: Alhucemas) هو فيلم إسباني، من إنتاج سنة 1948 و إخراج خوسي لوبيث روبيو. ينتمي الفيلم إلى صنف الأفلام التاريخية الملحمية العسكرية، التي ظهرت في إسبانيا بعد انتهاء الحرب الأهلية الإسبانية، في المرحلة الفرانكوية. يحكي الفيلم قصة مجند بسيط، يعاني من قصور في شخصيته، يتحول إلى بطل حربي. تدور أحداث الفيلم في الخلفيات التاريخية لإنزال الحسيمة و حرب الريف و الحرب الأهلية الإسبانية.

## حول الفيلم
- تمجيد الفيلم للقيم العسكرية يدخل في إطار الدعاية السياسية التي كانت تميز بعض أفلام الحقبة الفرانكوية.[2]
- هو أول فيلم تظهر فيه الممثلة الإسبانية سارة مونتييل في دور مهم.[2]
- رغم طابعه الملحمي الرسمي، يتميز الفيلم بمرونة سردية و بإخراج محكم (على ضوء تقنيات المرحلة) للمشاهد العسكرية.[1]
- تعرضت نسخة الفيلم المعروضة في القاعات السينمائية في المدن المغربية الواقعة في مجال الحماية الإسبانية، للرقابة، خلال فترة العرض، تجنبا لاستفزاز المشاعر الوطنية للمغاربة.[3]
- تم تصوير الفيلم في سان فيرناندو - قادش (إسبانيا) و الحسيمة (المغرب).[4]
- عرض الفيلم لأول مرة في 6 فبراير 1948 في قصر الموسيقى في مدريد، و في 8 فبراير 1948 بمسرح ويندسور في برشلونة.[4]

## وصلة خارجية
- مقالات تستعمل روابط فنية بلا صلة مع ويكي بيانات

مشاهد من الفيلم من موقع tu.tv